# جورج ريد (لاعب كريكت)
جورج ريد (بالإنجليزية: George Reed)‏ (8 أغسطس 1906 في المملكة المتحدة - 11 ديسمبر 1988 في المملكة المتحدة) هو لاعب كريكت بريطاني. لعب مع نادي مقاطعة غلاموركن للكريكت ‏.

## وصلات خارجية
- جورج ريد على موقع إي آس بي آن كريك إنفو (الإنجليزية)